# 丹比郡
丹比郡（たじひのこおり、歴史的仮名遣い：たぢひのこほり）は、かつて河内国にあった郡である。
現在の松原市・大阪狭山市・堺市東区・堺市美原区の各全域と、大阪市東住吉区・大阪市平野区・八尾市・藤井寺市・羽曳野市・堺市北区の各一部に相当する。

## 歴史

### 古代

#### 郷
『和名類聚抄』に記される郡内の郷。
- 狭山
- 菅生
- 黒山
- 野中
- 丹上
- 丹下
- 田邑
- 八下
- 依羅
- 三宅
- 土師

平安時代後期、狭山・菅生・黒山・野中・丹上・丹下・田邑の7郷が丹南郡、八下・依羅・三宅・土師の4郷が丹北郡として分割された。さらに、丹北郡から八下郷が八上郡として割置された。

#### 式内社
『延喜式』神名帳に記される郡内の式内社。
| 神名帳                      | 神名帳                        | 神名帳 | 神名帳           | 比定社             | 比定社                 | 比定社           | 集成 |
| 社名                        | 読み                          | 格     | 付記             | 社名               | 所在地                 | 備考             | 集成 |
| --------------------------- | ----------------------------- | ------ | ---------------- | ------------------ | ---------------------- | ---------------- | ---- |
| 丹比郡 11座（大3座・小8座） |                               |        |                  |                    |                        |                  |      |
| 丹比神社                    | タチビノ                      | 小     | 鍬靫             | 丹比神社           | 大阪府堺市美原区多治井 |                  |      |
| 阿麻美許曽神社              | アマミコソノ                  | 小     | 鍬靫             | 阿麻美許曾神社     | 大阪市東住吉区矢田     |                  |      |
| 狭山堤神社                  | サヤマツツミノ                | 大     | 月次新嘗         | 狭山堤神社         | 大阪府大阪狭山市半田   | 狭山神社境内摂社 |      |
| 大津神社 三座               | オホツノ                      | 小     | 鍬靫             | 大津神社           | 大阪府羽曳野市高鷲     |                  |      |
| 狭山神社                    | サヤマノ                      | 大     | 月次新嘗         | 狭山神社           | 大阪府大阪狭山市半田   |                  |      |
| 菅生神社                    | スカフノ                      | 大     | 月次新嘗         | 菅生神社           | 大阪府堺市美原区菅生   |                  |      |
| 酒屋神社                    | サカヤノ                      | 鍬靫   |                  | 酒屋神社           | 大阪府松原市三宅町     | 屯倉神社境内社   |      |
| 櫟本神社                    | イチイモトノ イチヒ- イチモト | 小     | 鍬靫             | 櫟本神社           | 大阪府堺市美原区多治井 | 丹比神社境内社   |      |
| 田坐神社                    | タヰノ                        | 小     |                  | 田坐神社           | 大阪府松原市上田       | 柴籠神社境内社   |      |
| 田坐神社                    | タヰノ                        | 小     | （復興）田坐神社 | 大阪府松原市田井城 |                        |                  |      |
| 凡例を表示                  |                               |        |                  |                    |                        |                  |      |